# Шауляй
Шауля̀й (на литовски: Šiauliai; на жемайтийски диалект: Šiaulē; на полски: Szawle; на немски: Schaulen; на руски: Шяуляй) е град в Северна Литва, в историко-географската област Жемайтия.
Административен център е на Шауляйски окръг, както и на районната Шауляйска община, без да е част от нея. Самият град е обособен в самостоятелна община с площ от 88 км². Той е 4-ти по население град в страната.

## История
Шауляй се споменава за пръв път във връзка с битката при Сауле, в която князът на Жемайтия Викинтас нанася поражение на Ливонския орден и неговите съюзници. Датата на битката 22 септември 1236 година традиционно се приема за дата на основаване на града, тъй като след нея Викинтас изгражда укрепление близо до бойното поле, около което се оформя бъдещият град.
Селището е в състава на Великото литовско княжество. До полско-литовската победа в битката при Таненберг през 1410 година областта редовно е подлагана на нападения от Ливонския и Тевтонския орден. Едва след тази битка крепостта започва да се развива и като гражданско селище. През 1589 година Шауляй получава градски статут с магдебургско право.
През XVII век градът е тежко засегнат от Шведския потоп (нашествие) и епидемия от чума. През втората половина на XVIII век е изцяло реконструиран с ново модерно градоустройство по инициатива на Антони Тизенхауз. След Третата подялба на Полша през 1795 година Шауляй попада в Руската империя. През XIX век се появяват първите промишлени предприятия, а през 1871 година до града достига железопътната линия от Лиепая на Балтийско море, която след това е продължена на юг към Украйна. През 1897 година населението достига 16 хиляди души, към 1909 година 56 % от жителите са евреи. По онова време градът е известен със своята кожарска промишленост.
По време на Първата световна война Шауляй е в зоната на активни бойни действия между Русия и Германия на Източния фронт и около 2/3 от сградите в града са разрушени; възстановяването на градския център продължава до 1929 година. През 1918 година градът е в състава на независима Литва и до присъединяването на Клайпеда е вторият по големина град в страната след столицата Каунас. През 1932 година е построена железопътна линия до Клайпеда. През 1938 година в града се произвеждат 85 % от обработените кожи, 60 % от обувките, 75 % от ленените влакна и 35 % от бонбоните в Литва.
През юни 1940 година Литва се присъединява към Съветския съюз, а година по-късно страната е окупирана от Германия. През следващите години над 90 % от евреите, които са 1/5 от довоенното население на града, са избити от германските власти. През лятото на 1944 година Шауляй е завзет от съветските войски. През войната 80 % от сградите са разрушени. Градът е застроен наново след Втората световна война в духа на съветската архитектура и градоустройство. Литва отново обявява независимост през 1990 година.

## География
Град Шауляй се намира в северната част на Литва, на 223 километра северозападно от столицата Вилнюс, на 50 километра южно от границата с Латвия и на 140 километра източно от град Клайпеда и Балтийско море.
Разположен е на 151 метра надморска височина в източната част на Жемайтските възвишения – хълмиста област в най-западната част на Източноевропейската равнина.
Климатът на Шауляй е влажен континентален с топло лято (Dfb по Кьопен).

### Население
Населението на града възлиза на 100 618 души по оценка от януари 2018 г. Гъстотата на населението е 1143 души/км².
Демографско развитие

### Деление
Административно градската община е разделена на 2 енории – Меделино и Рекивос.

## Икономика
Туризъм
Сред най-големите забележителности на града е Хълмът на кръстовете, отстоящ на 12 км от него.
Транспорт
Градът се обслужва от Международно летище Шауляй.

## Личности
Родени в града
- Вениамин Каган – руски математик
- Саулис Сондецкис – диригент
- Зигмас Вайшвила – политик
- Зигфрид Акерман – немски учен и писател
- Регимантас Адомайтис – актьор
- Роландас Павильонис – философ и политик
- Раймондас Шукис – юрист и политик
- Виргилийус Норейка – оперен певец
- Миндаугас Жукаускас – баскетболист, национал
- Робертас Явтокас – баскетболист, национал
- Виктория Чмилите – шахматистка

## Побратимени градове
- Хмелницки, Украйна
- Ченстохова, Полша
- Омаха, САЩ
- Барановичи, Беларус
- Фредерисия, Дания
- Йелгава, Латвия
- Калининград, Русия
- Криханстад, Швеция
- Пярну, Естония
- Етен Льор, Нидерландия
- Тетеров, Германия

## Фотогалерия
- Главният площад
- Църква „Св. Георги“
- Катедралата
- Църква „Св. ап. Петър и Павел“
- Вила „Френкелио“
- Районният съд
- Пощата
- Шауляй арена
- Градската библиотека
- Драматичният театър
- Микрорайон „Дайнай“
- Езерото Рекива